# Teodone II di Baviera
Teodone II di Baviera, conosciuto anche con il nome di Teodone V (625 circa – 11 dicembre 716), fu duca dei Bavari dal 670 o, più probabilmente, dal 680 fino alla sua morte.
Apparteneva alla stirpe degli Ugobertidi.
È con Teodone che inizia la storia documentata della Baviera. Egli rafforzò la Baviera internamente e nei suoi confini e, in accordo con Aribo di Frisinga, fu un principe di grande potere che estese i propri domini fuori dai confini della Baviera stessa. Numerose sono le incertezze sui suoi predecessori. Sua madre era probabilmente Fara, figlia di un sovrano dei Longobardi e probabilmente discendente in linea materna di Gisulfo II.

## Biografia
Teodone stabilì la capitale a Ratisbona. Sposò Folcaide, donna dell'aristocrazia franca, per costruire anche in Germania una rete diplomatica forte tra Bavari e Franchi: essa era figlia di Crodoberto II, cancelliere di Clotario III, e di Teodrada.
Egli intervenne nelle questioni Longobarde accogliendo i fuggiaschi Ansprando e Liutprando, pretendenti alla Corona ferrea. Liutprando successivamente sposò la figlia di Teodone, Guntrude. Teodone inoltre dovette difendere il proprio ducato dall'invasione degli Avari, con molte perdite soprattutto nella zona ad est della Baviera.
Teodone fu il protettore di quattro grandi missionari di Baviera: San Ruperto, Sant'Erardo, Sant'Emmerano e probabilmente anche di San Corbiniano. Fu il primo a stilare dei progetti per la Chiesa bavara, animando la coltivazione del territorio con un fervido attaccamento alla politica papale. Fu il primo duca bavaro a recarsi a Roma, dove fu ricevuto in udienza da papa Gregorio II. Le sedi diocesane vennero stabilite nelle città principali, che erano utilizzate come sedi ducali: Ratisbona, Salisburgo, Frisinga e Passavia.

## Numeri di successione
Molti storici hanno adoperato una divisione tra Teodone I, reggente attorno al 680, e il Teodone II, regnante nel primo VIII secolo. Teodone I sembra essere valido se si considera le vicende che lo videro protagonista nelle biografie di sant'Emmerano, Uta e Lamberto, mentre Teodone II è associato con san Corbiniano e Roberto per la riforma ecclesiastica del ducato. Tuttavia nemmeno i documenti d'epoca fanno distinzione tra i nomi dei due reggenti.
A complicare la faccenda, poi, tradizioni bavaresi riportano Teodone I e Teodone II come Teodone IV e Teodone V rispettivamente per differenziarli dai loro leggendari antenati di nome Teodone, che avrebbero regnato prima del 550.

## Matrimonio e discendenza
L'identità della moglie (o delle mogli) di Teodone è oggetto di controversie: secondo gli storici del Rinascimento Ladislaus Sunthaym (1440-1512/13 ca.) e Giovanni Aventino (1477-1534), Teodone sposò Regintrude, forse figlia del re Dagoberto I d'Austrasia. Tuttavia, il liber memorialis dell'Abbazia di San Pietro, Salisburgo menziona solo una Folcaide, forse figlia di Crodoberto II, cancelliere di Clotario III, o, secondo un'altra ipotesi, del conte Teutacaro di Wormsgau.
I suoi figli furono:
- Teodeberto
- Grimoaldo
- Teobaldo
- Tassilone
- Una figlia di cui non si conosce il nome, sposata a Goffredo, Duca degli Alemanni

Teodone venne probabilmente succeduto dai suoi quattro figli, i quali divisero il suo ducato già nel 715.
Nel 702 circa, Teodeberto governava Salisburgo e dal 711 al 712, Teobaldo fu coreggente. È impossibile stabilire se questa divisione si trattasse di una netta separazione territoriale (come era accaduto per i merovingi) o se si trattasse di semplice coreggenza. Se così fosse, la capitale di Teodeberto fu probabilmente Salisburgo e la Vita Corbiniani informa che Grimoaldo aveva la sua sede in quella città. Riferimenti tra Teobaldo e i Turingi implicano però una capitale a Ratisbona e questo lascia Passavia a Tassilone.